# Anneau intégralement clos
En algèbre commutative, un anneau intégralement clos est un anneau intègre A qui est sa propre clôture intégrale dans son corps des fractions, c'est-à-dire que, pour tout p et tout q non nul appartenant à A, si p/q est racine d'un polynôme unitaire à coefficients dans A alors p/q appartient à A.
- Tout anneau intègre à PGCD est intégralement clos[1], ce qui est le cas de tout anneau factoriel et de tout anneau de Bézout, en particulier (à double titre) de tout anneau principal, donc de tout anneau euclidien comme l'anneau Z.

- Plus généralement, un anneau intègre A, de corps des fractions K, est intégralement clos si et seulement si tout polynôme unitaire irréductible de A[X] reste irréductible dans K[X][2].
- Un anneau de Dedekind est intégralement clos (par définition).
- En fait, un anneau intègre est intégralement clos si et seulement si c'est une intersection d'anneaux de valuation pour son corps des fractions[3].